# タチアナ・ハード
タチアナ・ハード（英: Tatyana Heard、1995年1月14日 - ）は、イングランドの女子ラグビーユニオン選手。

## プロフィール
- イタリア・ピサ出身[1]。
- ポジションはセンター（CTB）。
- 身長 164cm、体重 75kg

## 略歴
2022年、ラグビーワールドカップ2021の女子イングランド代表に選ばれて、レッド・ローズ2大会連続準優勝に貢献。